# Tuchorazský mlýn
Tuchorazský mlýn v Tuchorazi v okrese Kolín je bývalý vodní mlýn, který stojí na říčce Šembera pod Mlýnským rybníkem na severozápadním okraji obce. Jeho brána je chráněna jako nemovitá kulturní památka České republiky.

## Historie
Vodní mlýn je zmíněn roku 1571 v souvislosti s dědictvím po Bořivoji z Donína a na Tuchorazi. V popisu mlýna z 18. století se uvádí: „Předně jest zděný všechen a stavěný pod hrází rybníka od poledne na půlnoc. Složení s koly vodními, palečními a jinými potřebami troje. Totiž mlýny pro mletí mouk náležitě spraveny dva, jahelka jedna. Při hřídeli od jahelky pocházejícího stupy s štokem dřevěným tři.“
V roce 1864 za mlynáře Jakuba Čančíka se při povodni protrhla hráz rybníka a voda vzala i mlýnské kolo. Roku 1884 prodal Josef Čančík mlýn mlynáři Herfurtovi. Od roku 1928 vlastnila mlýn rodina Baškova. Během 2. světové války Karel Baška i přes zákaz mletí mouku mlel. Ve mlýně pracoval až do 12. prosince 1961, kdy pro nemoc živnost zanechat. Od roku 1962 mlýn vlastnily Československé pekárny.

## Popis
Památkově chráněná zděná brána pochází z roku 1773. Je postavena z kamene s drobnými cihlovými doplňky. Má půlkruhově zaklenutý vjezd rámovaný ostěním z červeného pískovce a ukončuje ji římsa ve tvaru stlačeného oblouku krytá prejzy. Její nároží člení pilastry, plochu nad obloukem vjezdu zdobí vykrajované zrcadlo. Dvoukřídlá dřevěná vrata mají paprskovitě vyskládaný líc.
Voda tekla na vodní kolo přibližně 500 metrů dlouhým náhonem vedle Mlýnského rybníka.  U hráze směrem k náhonu se dochovala část stavidla, u mlýna je zbytek lednice a celá trasa je zarostlá vegetací. V roce 1930 měl mlýn 1 kolo na vrchní vodu o spádu 4,5 metru a výkonu 3,5 HP.

## Okolí mlýna
Kolem mlýna vede turistická značená trasa  0016 z Českého Brodu k Jevanskému rybníku.